# Mary Anne Hobbs

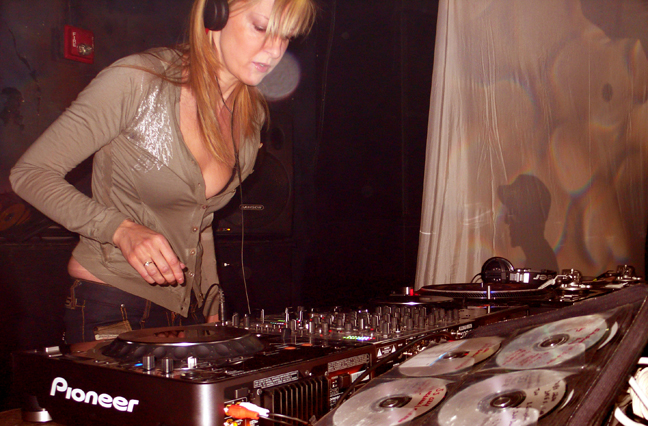
Mary Anne Hobbs live i New York 2008.

Mary Anne Hobbs, född 16 maj 1964 i Preston, Lancashire, är en brittisk musikjournalist och DJ.
Hobbs inledde sin karriär som nittonåring på tidningen Sounds Magazine. Hon fortsatte arbeta som frilansare för NME och var med och grundade Loaded Magazine. Hobbs radiokarriär började när hon arbetade som musikkorrespondent för kanadensiska CBC radio 1. Hon fortsatte som radio-DJ hos BBC London och spelade i första hand rock och hårdrock. Hobbs har sedan dess börjat mixa dubstep och grime och anses vara en av de viktigaste influenserna för genrerna.
2006 släpptes hennes album Warrior Dubz på Planet Mu records.